# Heteropodoctis quinquespinosus
Genre
Espèce
Synonymes
- Podoctis quinquespinosus Roewer, 1911

Heteropodoctis quinquespinosus, unique représentant du genre Heteropodoctis, est une espèce d'opilions laniatores de la famille des Podoctidae.

## Distribution
Cette espèce est endémique de Nouvelle-Guinée.

## Description
Le syntype mesure 4 mm.

## Systématique et taxinomie
Cette espèce a été décrite sous le protonyme Podoctis quinquespinosus par Roewer en 1911. Elle est placée dans le genre Heteropodoctis par Roewer en 1912.

## Publications originales
- Roewer, 1911 : « Opiliones aus Neu-Guinea, gesammelt von Dr. A. Lorenz in den Jahren 1907–1909. » Nova Guinea, vol. 9, no 2, p. 155–163 (texte intégral).
- Roewer, 1912 : « Die Familien der Assamiiden und Phalangodiden der Opiliones-Laniatores. (= Assamiden, Dampetriden, Phalangodiden, Epedaniden, Biantiden, Zalmoxiden, Samoiden, Palpipediden anderer Autoren). » Archiv für Naturgeschichte, sér. A, vol. 78, no 3, p. 1–242 (texte intégral).